# 15596 Yongshiangtham
15596 Yongshiangtham este o planetă minoră (asteroid), cu un diametru de 5,038 km, din centura de asteroizi. A fost descoperită pe 6 aprilie 2000 la Experimental Test Site⁠(d) de Lincoln Near-Earth Asteroid Research. 
Obiectul prezintă o orbită caracterizată de o semiaxă mare de 2,3954236 UAi, o excentricitate de 0,19, o înclinație de 1,85285 ° în raport cu ecliptica.